# Esorcismi al tramonto
Gli esorcismi al tramonto sono miracoli attribuiti a Gesù riportati dai vangeli sinottici dopo la guarigione della suocera di Pietro. Sono raccontati dal Vangelo secondo Matteo, dal Vangelo secondo Marco e dal Vangelo secondo Luca. 
Secondo il racconto dei vangeli, al tramonto del sole tutti quelli che in città avevano dei sofferenti di varie malattie, li conducevano a Gesù ed egli li guariva, imponendo le mani a ciascuno. Molti erano indemoniati e da essi Gesù scacciò i demoni. Luca riporta che i demoni uscivano gridando e dicendo: "Tu sei il Figlio di Dio!" Ma egli li sgridava e non permetteva loro di parlare, perché sapevano che egli era il Cristo. Matteo collega il fatto all'adempimento della profezia di Isaia: "Egli ha preso le nostre infermità e ha portato le nostre malattie".